# André Vingt-Trois
André Armand Vingt-Trois (Parigi, 7 novembre 1942 – Parigi, 18 luglio 2025) è stato un cardinale e arcivescovo cattolico francese.

## Biografia
André Vingt-Trois è nato nel V arrondissement di Parigi, in una famiglia che proviene dalla Franca Contea. Suo padre si chiama Armand e sua madre Paulette Vuillamy.
Ha studiato al Lycée Henri-IV. Viene poi accettato nel Seminario Saint-Sulpice a Issy-les-Moulineaux.
Il 28 giugno 1969 è ordinato presbitero dal cardinale François Marty. Dapprima vicario della parrocchia Sainte Jeanne de Chantal a Parigi, dove è parroco il futuro cardinale Jean-Marie Lustiger, viene poi nominato direttore del Seminario Saint-Sulpice, dove insegna Teologia dei Sacramenti.

### Ministero episcopale e cardinalato
Il 25 giugno 1988 papa Giovanni Paolo II lo nomina vescovo ausiliare di Parigi e titolare di Tibili; il 14 ottobre successivo riceve l'ordinazione episcopale dal cardinale Jean-Marie Lustiger, coconsacranti il vescovo Daniel-Joseph-Louis-Marie Pézeril e l'arcivescovo Gabriel Marie Étienne Vanel.
Il 21 aprile 1999 è nominato arcivescovo metropolita di Tours dallo stesso papa; succede a Michel Moutel, deceduto l'11 maggio 1998. Il 16 maggio seguente prende possesso dell'arcidiocesi.
L'11 febbraio 2005 papa Giovanni Paolo II lo nomina arcivescovo metropolita di Parigi; succede al cardinale Jean-Marie Lustiger, dimessosi per raggiunti limiti di età. Il 5 marzo successivo prende possesso dell'arcidiocesi.
Dal 14 marzo dello stesso anno è, inoltre, ordinario per i fedeli di rito orientale in Francia, succedendo anche in questo caso al cardinale Lustiger.
Il 9 marzo 2007 è nominato da papa Benedetto XVI membro della Congregazione per i vescovi. Dal 2007 al 2013 è presidente della Conferenza Episcopale Francese.
Nel concistoro del 24 novembre 2007 papa Benedetto XVI lo crea cardinale presbitero di San Luigi dei Francesi; il 27 aprile 2008 prende possesso del titolo.
È uno dei cardinali elettori che partecipa al conclave del 2013 che elegge papa Francesco.
L'8 agosto 2015 papa Francesco lo nomina suo inviato speciale alla consacrazione della nuova cattedrale della diocesi di Créteil, il 20 settembre successivo.
Il 7 dicembre 2017 lo stesso papa accetta la sua rinuncia al governo pastorale dell'arcidiocesi di Parigi per raggiunti limiti di età; gli succede Michel Aupetit, fino ad allora vescovo di Nanterre. Da quel momento conserva il titolo di arcivescovo emerito di Parigi, ma rimane amministratore apostolico dell'arcidiocesi fino alla presa di possesso del successore, il 6 gennaio 2018.
Il 7 novembre 2022 compie ottant'anni e, in base a quanto disposto dal motu proprio Ingravescentem Aetatem di papa Paolo VI del 1970, esce dal novero dei cardinali elettori e decade da tutti gli incarichi ricoperti in Curia romana.
È morto a Parigi il 18 luglio 2025 all’età di 82 anni. In seguito ai funerali celebrati il 23 luglio dall'arcivescovo Laurent Ulrich nella cattedrale di Notre-Dame di Parigi, egli viene tumulato nella cripta degli arcivescovi in cattedrale.

## Genealogia episcopale e successione apostolica
La genealogia episcopale è:
- Cardinale Scipione Rebiba
- Cardinale Giulio Antonio Santori
- Cardinale Girolamo Bernerio, O.P.
- Arcivescovo Galeazzo Sanvitale
- Cardinale Ludovico Ludovisi
- Cardinale Luigi Caetani
- Cardinale Ulderico Carpegna
- Cardinale Paluzzo Paluzzi Altieri degli Albertoni
- Papa Benedetto XIII
- Papa Benedetto XIV
- Papa Clemente XIII
- Cardinale Marcantonio Colonna
- Cardinale Giacinto Sigismondo Gerdil, B.
- Cardinale Giulio Maria della Somaglia
- Cardinale Carlo Odescalchi, S.I.
- Vescovo Eugène de Mazenod, O.M.I.
- Cardinale Joseph Hippolyte Guibert, O.M.I.
- Cardinale François-Marie-Benjamin Richard
- Vescovo Marie-Prosper-Adolphe de Bonfils
- Cardinale Louis-Ernest Dubois
- Cardinale Georges-François-Xavier-Marie Grente
- Arcivescovo Marcel-Marie-Henri-Paul Dubois
- Cardinale François Marty
- Cardinale Jean-Marie Lustiger
- Cardinale André Vingt-Trois

La successione apostolica è:
- Arcivescovo Jérôme Daniel Beau (2006)
- Vescovo Jean-Yves André Michel Nahmias (2006)
- Vescovo Alain Castet (2008)
- Vescovo Renauld Marie François de Dinechin (2008)
- Arcivescovo Éric Marie de Moulins d'Amieu de Beaufort (2008)
- Vescovo Yves Le Saux, Comm. l'Emm. (2009)
- Arcivescovo Luc Marie Daniel Ravel, C.R.S.V. (2009)
- Vescovo Jacques Raymond Germain Benoit-Gonnin, Comm. l'Emm. (2010)
- Arcivescovo Michel Christian Alain Aupetit  (2013)
- Vescovo Georges Colomb, M.E.P. (2016)
- Vescovo Denis Jean-Marie Jachiet (2016)
- Arcivescovo Thibault Verny (2016)
- Vescovo Antoine de Romanet de Beaune (2017)